# Selenium (software)
Selenium je nástroj pro automatické testování webových aplikací, skládající se z několika navzájem se doplňujících komponent: Selenium IDE, Selenium RC, Selenium WebDriver a Selenium Grid. Vyvinut je v programovacím jazyku Java a je ho možné používat na různých platformách.

## Selenium IDE
Původní komponenta dostupná jako plugin do internetového prohlížeče Mozilla Firefox. Jedná se o nejjednodušší způsob, jak se Seleniem vytvořit automatické testy, neboť ty se nahrávají obdobně jako např. makra v kancelářském balíku Microsoft Office. Instalace probíhá stejně jako u všech ostatních doplňků u tohoto prohlížeče. Pro uložení příkazu využívá Selenium IDE sadu pokynů (nazývaných Selenese). 
Tyto pokyny jsou uloženy ve formě řádků HTML tabulek, kdy každý řádek má tři buňky:
1. Specifikace příkazu
2. Argument
3. Argument

Jednoduchý test může tedy vypadat následovně:
1. Otevři stránky www.google.com
2. Napiš heslo: „Wikipedia“ do elementu s id „gbqfq“
3. Počkej až se zobrazí výsledky vyhledávání pro heslo „Wikipedia“ (příkaz: waitForElementPresent)
4. Klikni na odkaz s textem: „Wikipedie, otevřená encyklopedie“ a počkej, než se stránka načte

Takto vypadá uložený test ve své pravé podobě (v infoboxu ukázka zaznamenaného testu v Selenium IDE):
```
<
body
>

<
table
 
cellpadding
=
"1"
 
cellspacing
=
"1"
 
border
=
"1"
>

<
thead
>

<
tr
><
td
 
rowspan
=
"1"
 
colspan
=
"3"
>
selenium_wiki
</
td
></
tr
>

</
thead
><
tbody
>

<
tr
>

 
<
td
>
open
</
td
>

 
<
td
>
http://www.google.cz
</
td
>

 
<
td
></
td
>

</
tr
>

<
tr
>

 
<
td
>
type
</
td
>

 
<
td
>
id=gbqfq
</
td
>

 
<
td
>
Wikipedia
</
td
>

</
tr
>

<
tr
>

 
<
td
>
clickAndWait
</
td
>

 
<
td
>
link=Wikipedie, otevřená encyklopedie
</
td
>

 
<
td
></
td
>

</
tr
>

</
tbody
></
table
>

</
body
>

```

Nevýhodou tohoto nástroje je, že automatické testy lze spouštět pouze v jediném prohlížeči – Mozilla Firefox. Tento nedostatek odstraňují pokročilejší nástroje, jako například Selenium RC.

## Selenium RC
Selenium RC je nástroj umožňující vytváření automatických testů ve velké škále programovacích jazyků. Základním stavebním kamenem Selenium RC je server, který představuje proxy server pro instance internetového prohlížeče, které sám spouští a vypíná. Pro každý z podporovaných jazyků je připravena knihovna funkcí. Oproti Selenium IDE má několik výhod:
- Možnost spouštět testy na více prohlížečích, než jen na Mozilla Firefox
- Výhody skutečného programovacího jazyka

### Selenium server
Jádro Selenium RC. Překládá příkazy z testu, posílá je prostřednictvím JavaScript injection a jejich výsledek dává k dispozici zpět testovému programu. Příkazy jsou z programu získávány přes GET a POST dotazovací metody.

### Knihovny (API)
Aby mohl testovací program využívat příkazy v jazyce Selenese, musí nejprve obsáhnout danou API. Pro Selenium je připravena sada knihoven. V následujícím odstavci se podíváme na použití těchto knihoven na příkladu testu programovaného v jazyce C# a Java.

### Ukázka testu v C#
Tento test využívá testovací framework NUnit a vykonává tu samou činnost, jako předchozí ukázka u Selenium IDE, tudíž hledá heslo Wikipedia na vyhledávači Google.
```
using
 
System
;

using
 
System.Text
;

using
 
System.Text.RegularExpressions
;

using
 
System.Threading
;

using
 
NUnit.Framework
;

using
 
Selenium
;

namespace
 
SeleniumTests

{

 
[TestFixture]

 
public
 
class
 
NewTest

 
{

 
private
 
ISelenium
 
selenium
;

 
private
 
StringBuilder
 
verificationErrors
;

 
[SetUp]

 
public
 
void
 
SetupTest
()

 
{

 
selenium
 
=
 
new
 
DefaultSelenium
(
"localhost"
,
 
4444
,
 
"*firefox"
,
 
"http://www.google.com/"
);

 
selenium
.
Start
();

 
verificationErrors
 
=
 
new
 
StringBuilder
();

 
}

 
[TearDown]

 
public
 
void
 
TeardownTest
()

 
{

 
try

 
{

 
selenium
.
Stop
();

 
}

 
catch
 
(
Exception
)

 
{

 
// Pokud se nepodaří zavřít prohlížeč, ignoruj chyby

 
}

 
Assert
.
AreEqual
(
""
,
 
verificationErrors
.
ToString
());

 
}

 
[Test]

 
public
 
void
 
TheNewTest
()

 
{

 
selenium
.
Open
(
"http://www.google.com"
);

 
selenium
.
Type
(
"id=gbqfq"
,
 
"Wikipedia"
);

 
selenium
.
Click
(
"link=Wikipedie, otevřená encyklopedie"
);

 
}

 
}

}

```

### Ukázka testu v Javě
V programovacím jazyce Java je situace obdobná, využívá se zde framework JUnit.
```
package
 
com.example.tests
;

import
 
com.thoughtworks.selenium.*
;

public
 
class
 
NewTest
 
extends
 
SeleneseTestCase
 
{

 
public
 
void
 
setUp
()
 
throws
 
Exception
 
{

 
setUp
(
"http://www.google.com/"
,
 
"*firefox"
);

 
}

 
public
 
void
 
testNew
()
 
throws
 
Exception
 
{

 
selenium
.
Open
(
"http://www.google.com"
);

 
selenium
.
Type
(
"id=gbqfq"
,
 
"Wikipedia"
);

 
selenium
.
Click
(
"link=Wikipedie, otevřená encyklopedie"
);

 
}

}

```

Mezi další podporované programovací jazyky patří Ruby a Python.

## Selenium WebDriver
Dostupný od verze 2.0 nabízí WebDriver jednodušší přístup k vytváření testů, než byli uživatelé zvyklí v Selenium RC – není například nutné používat Selenium server ke spouštění testů, WebDriver volá každý prohlížeč sám o sobě. Nicméně kvůli této funkcionalitě je nezbytné WebDriver upravovat pro každý prohlížeč separátně.  Jak je vidět na následující ukázce testu v C#, je nezbytné ještě před začátkem samotného testu specifikovat, v jakém prohlížeči bude test probíhat, a jaká verze WebDriveru by tedy měla být nainstancovaná.
```
using
 
OpenQA.Selenium
;

using
 
OpenQA.Selenium.Firefox
;

using
 
OpenQA.Selenium.Support.UI
;

class
 
selenium_wiki

{

 
static
 
void
 
Main
(
string
[]
 
args
)

 
{

 
IWebDriver
 
driver
 
=
 
new
 
FirefoxDriver
();

 
driver
.
Navigate
().
GoToUrl
(
"http://www.google.com/"
);

 
IWebElement
 
query
 
=
 
driver
.
FindElement
(
By
.
Name
(
"gbqfq"
));

 
query
.
SendKeys
(
"Wikipedia"
);

 
query
.
Submit
();

 
}

}

```

Nejjednodušší implementaci webového prohlížeče představuje HtmlUnit Driver, javovská verze internetového prohlížeče bez GUI. Ostatní WebDriver verze Internetových prohlížečů jsou sice pomalejší, než HtmlUnit Driver, poskytují však lepší představu o fungování testované aplikace v jednotlivých prostředích. Jedná se například o Mozilla Firefox Driver a Internet Explorer Driver.

## Selenium Grid
Selenium Grid umožňuje spouštět testy na několika strojích a prohlížečích současně. Čas potřebný k vykonání všech testů je tedy oproti samotným komponentám kratší.